# Nikotinersatztherapie
Nikotinersatztherapie (NET, auch NRT für engl. nicotine replacement therapy „Nikotinersatztherapie“) ist die dosierte Zuführung von Nikotin mittels nikotinhaltiger Präparate als Ersatz für die wegfallende Nikotinzufuhr bei der Raucherentwöhnung. Dabei wird durch Nikotinpflaster, Nikotinkaugummis, Nikotinlutschpastillen, Nikotininhalator oder Nikotinspray Nikotin aufgenommen. Die Aufrechterhaltung des Nikotinspiegels soll die Erscheinungen eines Tabakentzuges vermeiden bzw. mildern, um den dauerhaften Verzicht auf das Rauchen zu erleichtern oder zu ermöglichen.
Nikotin ist mitverantwortlich für die Abhängigkeit von Tabakerzeugnissen. Vergleiche von Tierstudien und Studien über menschlichen Drogenkonsum zeigen auf, dass pures Nikotin nur wenig Suchtpotenzial, Tabakzigarettenrauch jedoch ein sehr hohes Suchtpotenzial aufweist. Nikotin hat in Verbindung mit anderen Stoffen im Tabakrauch ein extrem hohes Abhängigkeitspotenzial und kann sehr schnell zu einem abhängigen Verhalten führen. Laut einem im Jahr 2007 veröffentlichten Papier von D. Nutt et al. liegt das Abhängigkeitspotenzial von Tabakrauch zwischen Alkohol und Kokain. Genauer gesagt, liegt das physische Abhängigkeitspotential bei dem von Alkohol bzw. Barbituraten und das psychische Abhängigkeitspotenzial bei dem von Kokain. Ein Vergleich mit der Sucht nach Opiaten wie Heroin ist nicht angezeigt, weil diese weitaus komplizierter zu behandeln ist und die Entzugserscheinungen schwerwiegender sind. Es reichen wenige Zigaretten oder wenige Tage mit kleinem Zigarettenkonsum bis zum Eintritt der körperlichen Abhängigkeit. Das Abhängigkeitspotenzial von oral aufgenommenem Nikotin ist deutlich geringer, Pflaster haben fast kein Abhängigkeitspotenzial.
Die aufgeführten Nikotinpräparate sind Präsentationsarzneimittel und, bis auf das Nikotinnasenspray, in Deutschland rezeptfrei ausschließlich in Apotheken erhältlich.

## Wirkweise
Nikotinersatzpräparate sollen helfen, das Verlangen nach Tabakrauch zu dämpfen, indem sie langsam Nikotin an den Körper abgeben. Anders als Zigaretten geben sie nur Nikotin ab und keine weiteren Giftstoffe, wie Kohlenmonoxid, Formaldehyd, Acrolein, Blausäure, Arsen oder krebserzeugende polyzyklische aromatische Kohlenwasserstoffe, die in Zigaretten enthalten sind. Nikotinersatzpräparate gibt es in verschiedenen Stärken.
Die appetitzügelnde Wirkung der Produkte und die Minimierung der Gewichtszunahme bei der Entwöhnung wird stark beworben. Die Wirkung von Nikotin als Anorektikum wurde 2011 in der Zeitschrift Science beschrieben.

## Erfolgschancen
Die Rückfallwahrscheinlichkeit bei Rauchern, die ohne Hilfsmittel mit dem Tabakkonsum aufhören, liegt bei 97 % innerhalb von sechs Monaten nach dem Rauchstopp. Bis 2012 ging man davon aus, dass Nikotinersatzpräparate bei korrekter Dosierung und weiterer fachlicher Anleitung die Erfolgschancen um drei Prozent steigern können. Neuere Studien nach 2013 sagen andererseits aus, dass die Rückfallrate bei denen, die Nikotinersatzpräparate zum Aufhören verwendet haben, genau so hoch war wie bei denen, die ohne Hilfsmittel aufgehört haben.

## Frei verkäufliche NET-Produkte

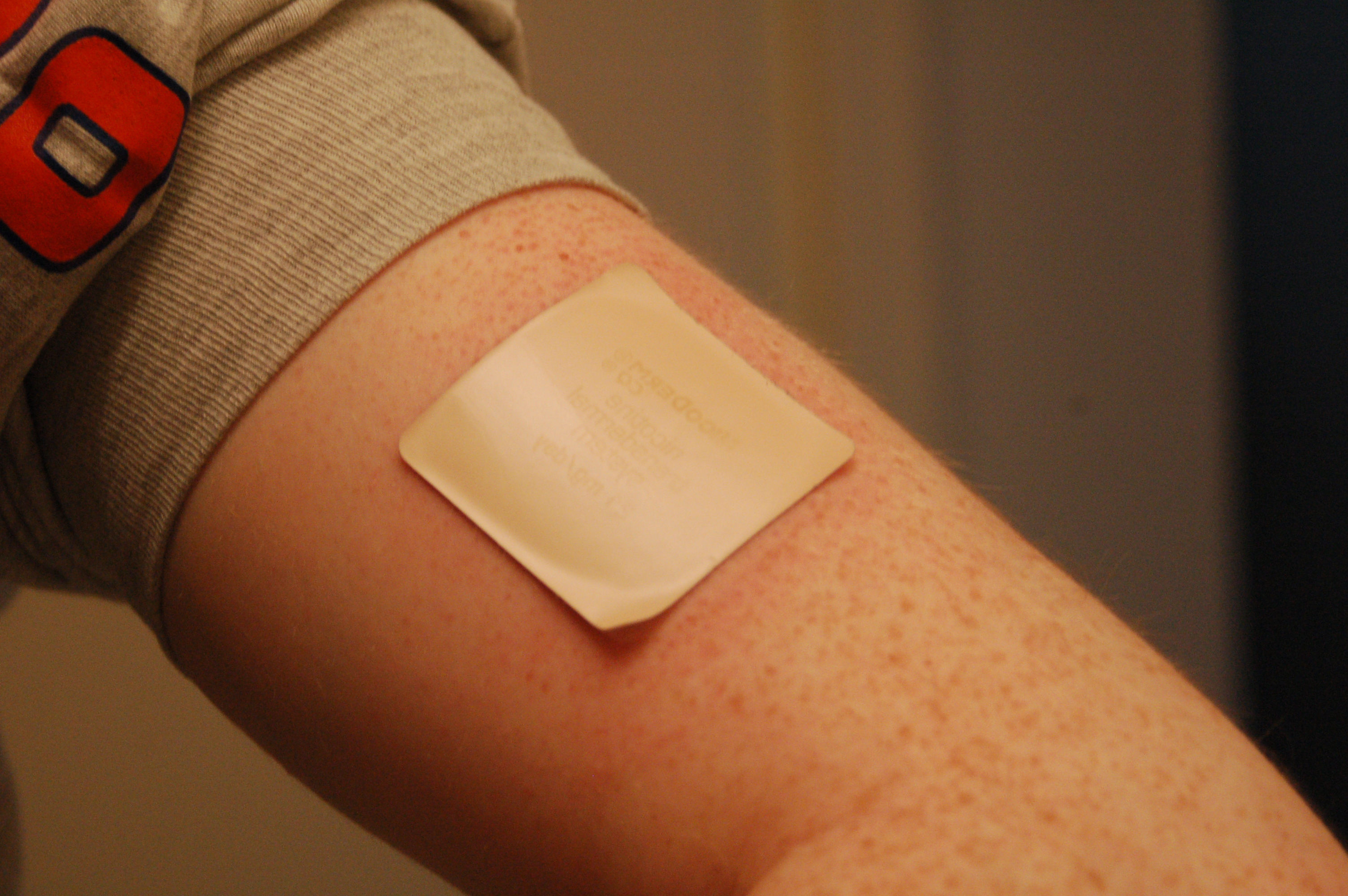
Nikotinpflaster

Die folgenden Produkte sind in verschiedenen Stärken in Deutschland in Apotheken auch ohne Rezept erhältlich. Eine generelle Apothekenpflicht besteht in Deutschland für Nikotin nicht.

### Nikotinpflaster
Nikotinpflaster werden auf die Haut geklebt und täglich gewechselt. Empfohlen für mittelstarke bis starke Raucher, die relativ gleichmäßig über den Tag verteilt rauchen. Die auf dem Pflaster aufgebrachte Nikotindosis variiert zwischen 8,3 mg bis 52,5 mg, wobei allerdings nur zwischen 7 mg und max. 21 mg des Wirkstoffs mit ca. 5 mg/h durch die Depotfunktion der Haut aufgenommen werden. Das Suchtpotenzial ist nahe Null.

### Nikotinkaugummis
Empfohlen für weniger starke bis mittelstarke Raucher oder „Geselligkeitsraucher“. Nikotinkaugummis kaut man wie gewöhnliche Kaugummis und können auch eingesetzt werden, um Nikotinpflaster bei besonders starkem Verlangen nach einer Zigarette zu ergänzen. Nikotinkaugummi ist in verschiedenen Geschmacksrichtungen und Stärken (2 mg und 4 mg) erhältlich. Es gibt ein geringes Suchtpotenzial.

### Nikotinlutschtabletten
Empfohlen für mittelstarke bis starke Raucher, die eher ungleichmäßig über den Tag verteilt rauchen. Sie setzen das Nikotin beim Lutschen frei und werden – wie Nikotinkaugummis – bei Bedarf angewendet und sind in drei Stärken (1 mg, 2 mg und 4 mg) erhältlich. Die orale Verfügbarkeit liegt bei 50 %. Ein Teil des Nikotins wird geschluckt, dieser Teil unterliegt einem First-Pass-Effekt.

### Nikotininhalator
Mit dem Nikotininhalator saugt man das Nikotin über ein Mundstück in den Mund ein, ähnlich wie beim Zigarettenrauchen. Eine Patrone enthält 10 oder 15 mg Nikotin. Außer dem Nikotin sind auch Geschmacksstoffe wie z. B. Menthol enthalten.

### Nikotinspray
Nikotinspray (z. B. nicorette Spray) wird für mittelstarke bis starke Raucher empfohlen und ist geeignet für den kurzfristigen/spontanen Gebrauch während der Rauchentwöhnung, um den Rückfall zu vermeiden. Das Nikotin wird via Sprühstoß aus der Dose in den Mund freigesetzt und über die Mundschleimhaut aufgenommen.

### Elektrische Zigaretten in der Tabakentwöhnung
Im Oktober 2020 publizierte die Cochrane Collaboration ein Review, das den Nutzen des Einsatzes von Elektrischen Zigaretten bei der Tabakentwöhnung behandelte. In 50 ausgewerteten Studien zeigte sich, dass nikotinhaltige elektronische Zigaretten mehr Menschen beim erfolgreichen Rauchentzug unterstützten als andere Ansätze. Bei Verwendung nikotinhaltiger E-Zigaretten erhöhen diese die Chancen auf einen erfolgreichen Rauchstopp im Vergleich zu Nikotinkaugummis oder Nikotinpflastern erheblich.

## Verschreibungspflichtige NET-Produkte
Die folgenden Produkte sind in Deutschland in Apotheken auf Rezept erhältlich.
- Nikotinnasenspray

Nikotinnasenspray wird für starke Raucher mit sehr hoher Tabakabhängigkeit empfohlen. Nikotinhaltige Flüssigkeit wird in die Nase gesprüht. Eine Flasche zu 10 ml enthält 100 mg Nikotin.